# Хвостяне
Хво́стяне (болг. Хвостяне) — село в Благоєвградській області Болгарії. Входить до складу громади Гирмен.

## Населення
За даними перепису населення 2011 року у селі проживали 710 осіб.
Національний склад населення села:
| Національність   | Кількість осіб | Відсоток |
| ---------------- | -------------- | -------- |
| турки            | 428            | 70,5%    |
| цигани           | 150            | 24,7%    |
| не визначились   | 9              | 1,5%     |
| Всього відповіли | 607            |          |

Розподіл населення за віком у 2011 році:
Динаміка населення: